# Пушков Олексій Костянтинович
Олексій Костянтинович Пушков (нар. 10 серпня 1954, Пекін) — російський державний і громадський діяч. Член Ради Федерації Федеральних Зборів Російської Федерації — представник від законодавчого органу державної влади Пермського краю, голова тимчасової комісії Ради Федерації з інформаційної політики та взаємодії із засобами масової інформації (з 2016 року). Депутат Державної Думи VI скликання, член фракції «Єдина Росія», голова Комітету ДЕРЖДУМИ з міжнародних справ (2011-2016).
Голова російської делегації в Парламентській Асамблеї Ради Європи. У січні 2014 року Пушков очолив «Групи європейських демократів в ПАРЄ, змінивши на посаді голови Роберта Уолтера.
Кандидат історичних наук, політолог, професор МДІМВ.
Удостоєний титулу почесний доктор Московського гуманітарного університету, Російсько-вірменського державного університету (Єреван), Азербайджанського університету мов.
Журналіст, автор і ведучий аналітичної програми «Постскриптум» на телеканалі «ТВ Центр». Заслужений працівник культури (2004).

## Біографія
Народився в родині радянського дипломата в Китаї. Батько, Пушков Костянтин Михайлович (1921-2019) співробітник Генерального консульства СРСР в Пекіні. Мати, Пушкова Маргарита Володимирівна (1927-2007), китаїст, перекладач, викладач китайської мови.
Навчався в московській спецшколі № 12 з поглибленим вивченням французької мови (Москва, Спасопесковський провулок).
Закінчив у 1976 році МДІМВ МЗС СРСР за спеціальністю «міжнародні відносини». Працював в ООН (Женева).
В 1979 році захистив дисертацію на здобуття наукового ступеня кандидата історичних наук за темою «Криза основних політичних концепцій англо-американської буржуазної „радянології“» (спеціальність-07.00.04. — «історія комуністичного і робітничого руху та національно-визвольних рухів»).
У 1991-1995 роках був заступником головного редактора тижневика «Московские новости» з міжнародного напрямку; в цій ролі був шеф-редактором англійської, французької, німецької та іспанської версії газети.
У 1993-2000 роках — член редакційної колегії американського журналу Foreign Policy, що видається Фондом Карнегі у Вашингтоні. У 2004 році був членом Наглядової ради Московського фонду Карнегі.
З 1993 року — член і постійний експерт Всесвітнього економічного форуму в Давосі.
У 1995-1996 роках — заступник генерального директора — директор Дирекції по зв'язках з громадськістю та ЗМІ ОРТ, а з 1996 по 1998 рік — директор Дирекції міжнародних зв'язків цього телеканалу. Був політичним оглядачем «Незалежної газети», вів рубрику «Особиста думка».
З 1998 року — керівник і ведучий програми «Постскриптум» на телеканалі «ТВ Центр».
З 2002 року — член редколегії американського журналу «Нешнл інтерест» (National Interest), що видається Центром Ніксона (Center for the National Interest) у Вашингтоні. З 2005 року є членом Лондонського Міжнародного Інституту стратегічних досліджень.
У 2004-2016 роках — член Президентської ради з розвитку громадянського суспільства.
У 2008-2011 роках — директор Інституту актуальних міжнародних проблем (ИАМП) Дипломатичній академії МЗС РФ.
У 2009 році став лауреатом Бунінської премії за книгу «Путінські гойдалки. Постскриптум: десять років в оточенні».
У 2011 році обраний депутатом Державної думи РФ VI скликання за списками партії «Єдина Росія», не будучи її членом. Призначений головою Комітету з міжнародних справ Державної Думи. Член фракції «Єдиної Росії» в Держдумі.
З 2012 року — голова делегації Федеральних Зборів РФ у ПАРЄ (Страсбург). Віце-президент і член Бюро ПАРЄ.
У вересні 2015 року включений в санкційний список України.
У 2016 році програв праймеріз «Єдиної Росії» в Пермському краї, але був висунутий цією партією у складі партійного списку у Законодавчі збори Пермського краю. За підсумками виборів 18 вересня 2016 року здобув перемогу в 23-му виборчому окрузі, а 29 вересня того ж року, на засіданні крайового парламенту, був обраний його представником — членом Ради Федерації Федеральних Зборів Російської Федерації. Є членом Комітету Ради Федерації з оборони та безпеки. 26 жовтня 2016 року обраний головою тимчасової комісії Ради Федерації з інформаційної політики та взаємодії із засобами масової інформації.
За даними компанії «Медіалогія» Олексій Пушков входить в топ-15 найбільш цитованих російських блогерів за 2017 рік.

## Родина
- Дружина: Ніна Василівна Пушкова (нар. 1957), за освітою актриса, випускниця Театрального училища ім. Щукіна. Сценарист та продюсер документальних фільмів про культуру та архітектуру. Автор книги «Роман з Постскриптумом» (Москва, 2013). Знімалася в кіно («Звичайне диво», «Зустріч на далекому меридіані» та інших).
- Дочка: Дарина Пушкова (нар. 1977), в різний час працювала на НТВ, Бі-бі-сі, керівником лондонського бюро телеканалу «Russia Today»[23], нині працює в дирекції інформаційних програм ВДТРК[24].
- Онучка: Анастасія (нар. 2009)[25].

## Критика
Робота Олексія Пушкова у програмі «Постскриптум» на «ТВ Центр» часто піддається критиці з боку телевізійних оглядачів. Їх основні претензії зводяться до відкритої антизахідної пропаганди, а також необґрунтованим критичним висловлюваням на адресу російських опозиційних політиків і громадських діячів. У 2017 році в серії тих же авторських програм Пушков представив аргументи на користь версії, що американці не були на Місяці, що висадка людини на Місяці не більш ніж павільйонне шоу. З запереченнями Олексію Пушкову виступили академік РАН Ерік Галімов та Олександр Тихонович Базилевський, головний науковий співробітник ГЕОХІ РАН.

## Нагороди
- Орден «За заслуги перед Вітчизною» IV ступеня (2014)
- Орден Пошани (2007)
- Орден Дружби (2009)
- Медаль «Учаснику військової операції в Сирії» (2016)[35]
- Заслужений працівник культури Російської Федерації (2004)
- Подяки Президента Російської Федерації (2007, 2008, 2011, 2012)
- Лауреат премій багатьох російських і міжнародних телефорумов як автор, керівник і ведучий програми «Постскриптум»
- «Золоте перо Росії» від Спілки журналістів Росії (9 лютого 2017) — «за створення і ведення телевізійної програми „Постскриптум“»[36]

## Санкції
- 28 квітня 2014 року введені обмежувальні санкції США[37].
- У серпні 2014 року включений Україною в санкційний список за позицію щодо війни на Сході України та анексію Криму Росією[38].
- Також включений в санкційні списки Канади та Австралії[39].

## Основні роботи
- 2008 — «Путінські гойдалки». Москва. ЕКСМО.
- 2009 — «Гросмейстери задзеркалля. Росія і світова геополітика». Москва. ЕКСМО, Алгоритм.
- 2011 — «Від Давосу до Куршевеля. Де вирішуються долі світу». Москва. ЕКСМО, Алгоритм.
- 2012 — «Постскриптум. Допоможе Росії Путін?» Москва. Алгоритм.